# Венгров
Венгров или Вѐнгрув (на полски: Węgrów) е град в Източна Полша, Мазовско войводство. Административен център е на Венгровски окръг. Обособен е в самостоятелна градска община с площ 35,51 км2. Към 2011 година населението му възлиза на 12 641 души.